# Zündapp K 800
Die Zündapp K 800 war ein Motorradmodell der Zündapp-Werke in Nürnberg mit Vierzylinder-Viertakt-Boxermotor.

## Modellgeschichte
Die K 800 erschien 1933 und wurde bis 1938 produziert; neben den etwa 2600 Maschinen für verschiedene Nutzung wurden für das Heer 4962 Maschinen hergestellt. Von dem bis auf den Hubraum baugleichen kleineren Modell, der K 600 (15 PS, 100 km/h), wurden 1933 und 1934 nur 26 Einheiten mit den Fahrgestellnummern 139001 bis 139026 hergestellt. In den ersten zwei Baujahren hatten die K-800-Motoren 20 PS; danach 22 PS. Als Nachfolgemodell kann die Zündapp KS 600 angesehen werden. Alle Modelle der K-Reihe (K = Kastenrahmen) und der KS-Reihe (KS = Kastenrahmen Sport) wurden mit Pressstahlrahmen gefertigt. K 400, K 500, K 600, KS 500, KS 600 und K 800 hatten diesen sogenannten K-Rahmen. Die KK-Rahmen (Kleiner Kastenrahmen) fanden in den Modellen von K 200 bis KKS 500 Verwendung. Lediglich für die KS 750 wurden Rahmen aus Profilstahlrohren (Ovalrohre) gefertigt, um den Anforderungen im Wehrmachtsbetrieb gerecht zu werden.

## Technische Details
Die Maschine hatte einen seitengesteuerten Vierzylinder-Viertakt-Boxermotor mit einem britischen Amal-Vergaser, eine 6-Volt-Gleichstromlichtmaschine, Batteriezündung mit Verteiler und Fliehkraftregler, Dreischeiben-Trockenkupplung, ein Vierganggetriebe und Kardanantrieb. Ein Merkmal der K 800 wie auch anderer großer Modelle von Zündapp ist das von Richard Küchen konstruierte 4-Gang-Kettengetriebe. Es wurde rechts mit einem langen Hebel von Hand geschaltet (Kugelschaltung). Das Vorderrad hing an einer Trapezgabel mit zwei Druckfedern und Reibungsstoßdämpfer, ab F140184 mit Öldämpfer. Hinten war der Rahmen starr. Gefedert war außer der Trapezgabel nur der Sattel. Der Tank fasste 15 Liter, was bei einem Verbrauch von rund 6,5 Liter auf 100 Kilometer eine Reichweite von über 200 Kilometer ermöglichte. Die Bereifung hatte die Dimension 3,50 oder 4,00 × 19 Zoll.

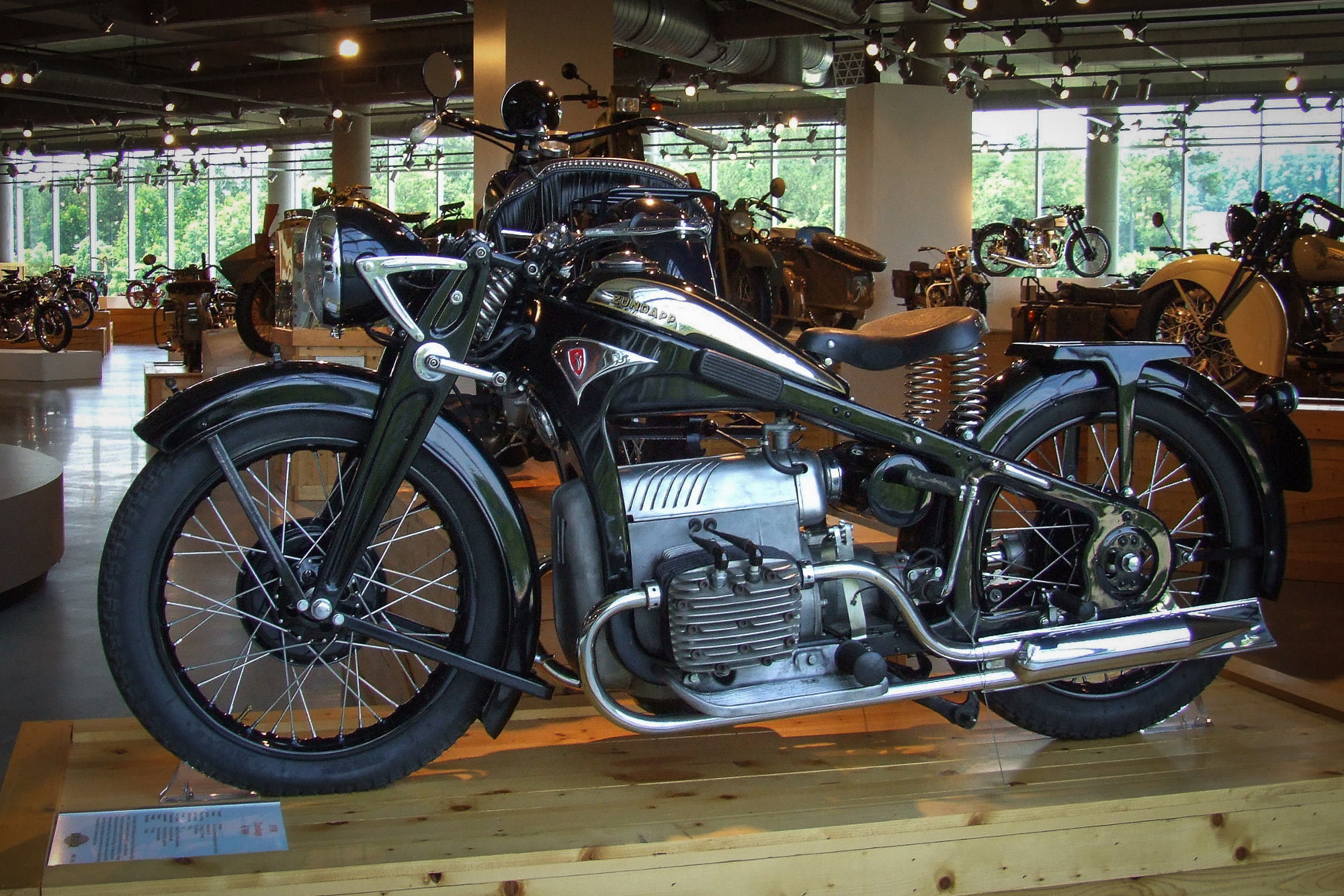
K 800 Seitenansicht
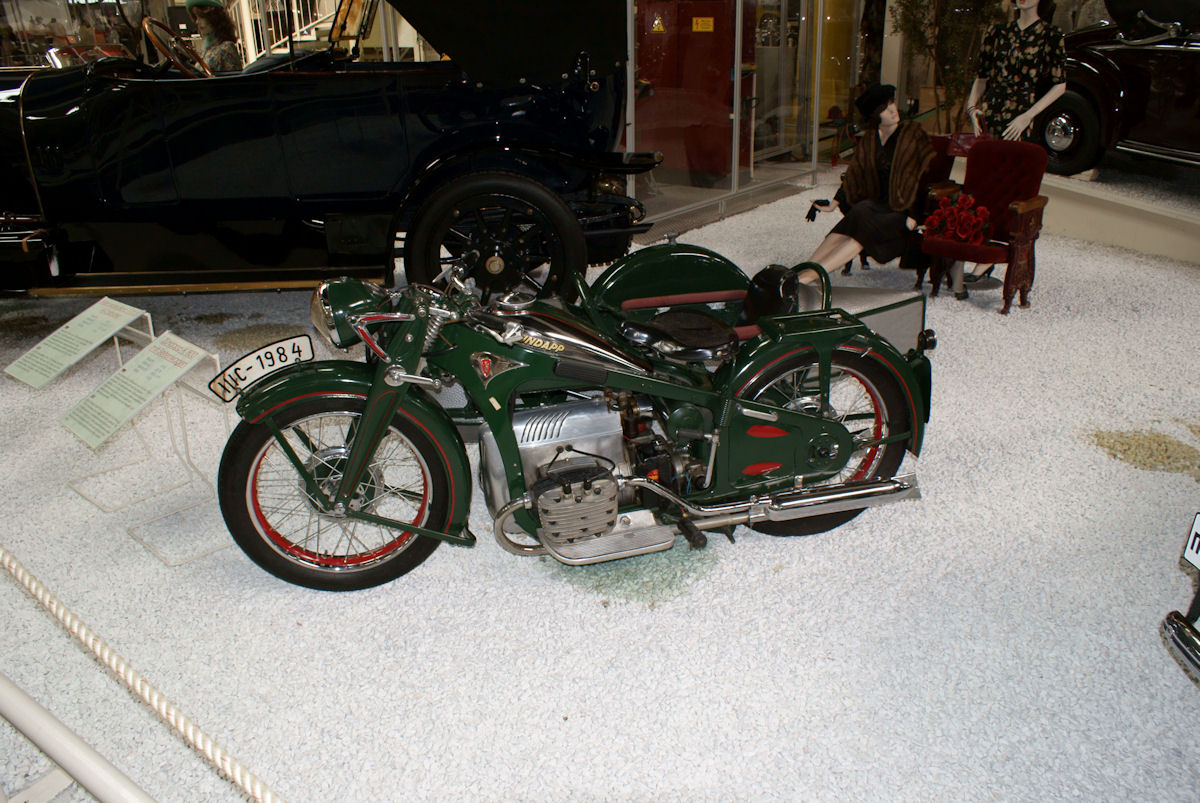
Zündapp K 800
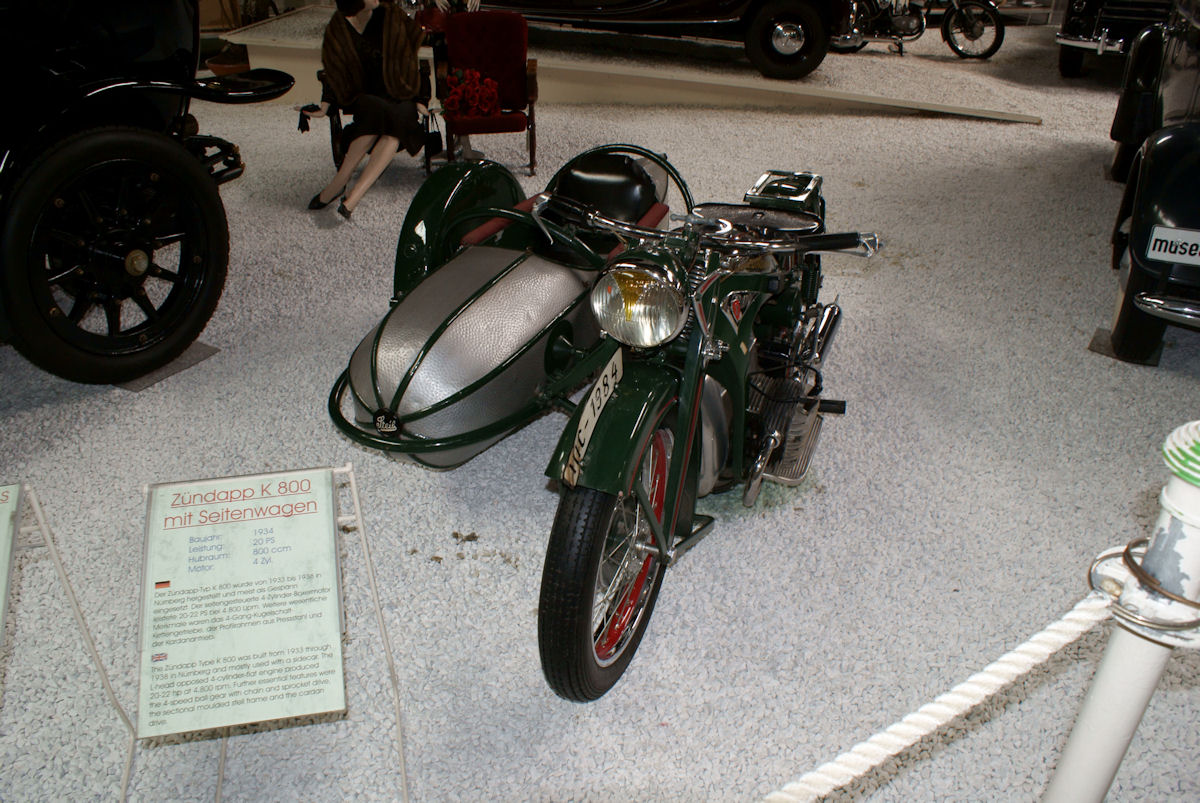
K 800 mit Beiwagen
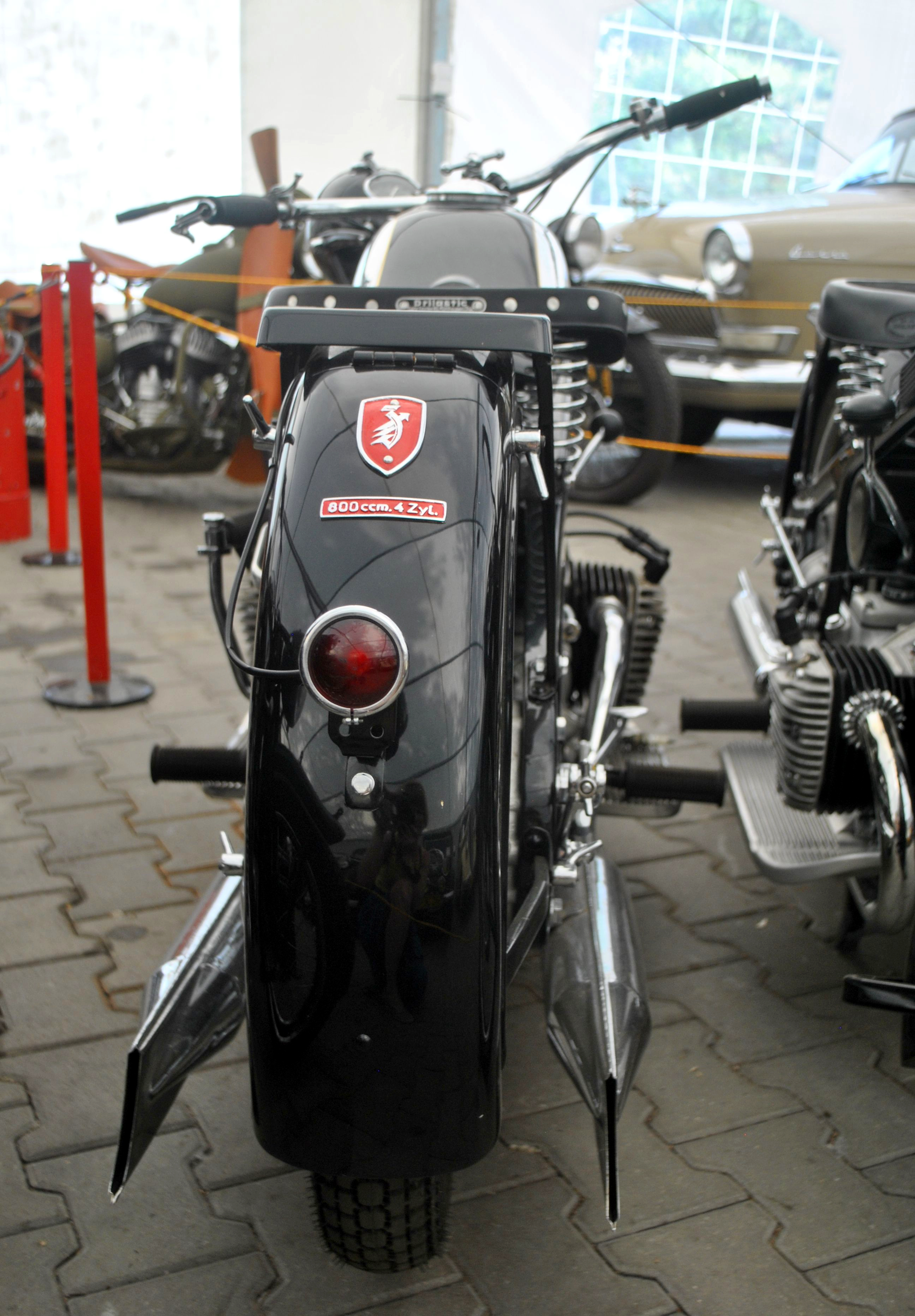
K 800 Heckansicht

## Produktionsjahre und Fahrgestellnummern von K600 und K800
- K 600
  - 1933 Fahrgestellnummern 139 001 bis 139 026, 15 PS[6]
- K 800
  - 1933 Fahrgestellnummern 140 001 bis 140 185, 20 PS[6]
  - 1934 Fahrgestellnummern 140 186 bis 140 606, 20 PS[6]
  - 1935 Fahrgestellnummern 140 848 bis 142 606, 22 PS[6]
  - 1936 Fahrgestellnummern 192 001 bis 192 570, 22 PS[6]
  - 1937 Fahrgestellnummern 192 571 bis 194 719, 22 PS[6]
  - 1938 Fahrgestellnummern 194 720 bis 196 965, 22 PS[6]
  - Fahrgestellnummern 195594  bis 196963 Variante mit kleinem Noris-Scheinwerfer[3]